# Santiago de Montalegre
A Freguesia de Santiago de Montalegre é uma freguesia portuguesa do Município de Sardoal, com 16,97 km² de área e 208 habitantes (censo de 2021), tendo, por isso, uma densidade populacional de 12,3 hab./km². O seu padroeiro é São Tiago.

## História
Em 8 de março de 1928, através do Decreto-lei n.º 15132, publicado no Diário do Governo, 1ª Série de 8 de Março de 1928, foi criada a junta de freguesia da então paróquia, denominada São Tiago de Montalegre. A freguesia foi criada pelo decreto nº 15.132, de 1/3/1928, com lugares da freguesia de Sardoal. Em 25 de abril desse mesmo ano, foram empossados como presidente o Sr. Joaquim Alves Filipe e os vogais Srs. Silvério Pires e  Francisco Serras.
Por motivos desconhecidos, a partir de 10 de abril de 1952 esta Junta de Freguesia passou a denominar-se Junta de Freguesia de Santiago de Montalegre.

## Geografia
As povoações da freguesia são Amieira, Brescovo, Casal dos Pombos, Codes, Foz da Amieira, Lameiras, Lobata, Lomba, Malhadal, Mivaqueiro, Mogão Cimeiro, Mogão Fundeiro, Montalegre, Portela do Mogão, Portela da Salada, Salgueira, São Domingos (localidade que é partilhada por mais de uma freguesia e concelho) e Tojal.
O ponto mais alto do município é a zona do cabeço do Mogão, onde se situa o picoto e a torre de observação. Este ponto eleva-se a cerca de 385 metros e oferece uma vista deslumbrante sobre o manto florestal típico da zona, composto por pinheiro bravo, eucalipto e outras árvores de menor expressão.
Nos vales férteis e meia encosta, pratica-se a agricultura de subsistência e as terras são repletas de árvores de fruto, com destaque para: citrinos, pessegueiros, ameixoeiras, macieiras, pereiras, nespereiras, cerejeiras, etc.
A oliveira merece destaque, sendo a oliveira galega que predomina, produzindo um azeite de fina qualidade. Mantêm-se em funcionamento dois lagares de azeite, situados nas Lameiras e no Mogão Fundeiro.

## Demografia
A população registada nos censos foi:
| Distribuição da População por Grupos Etários | Distribuição da População por Grupos Etários | Distribuição da População por Grupos Etários | Distribuição da População por Grupos Etários | Distribuição da População por Grupos Etários |
| -------------------------------------------- | -------------------------------------------- | -------------------------------------------- | -------------------------------------------- | -------------------------------------------- |
| Ano                                          | 0-14 Anos                                    | 15-24 Anos                                   | 25-64 Anos                                   | > 65 Anos                                    |
| 2001                                         | 23                                           | 34                                           | 133                                          | 126                                          |
| 2011                                         | 17                                           | 15                                           | 102                                          | 95                                           |
| 2021                                         | 16                                           | 10                                           | 105                                          | 77                                           |

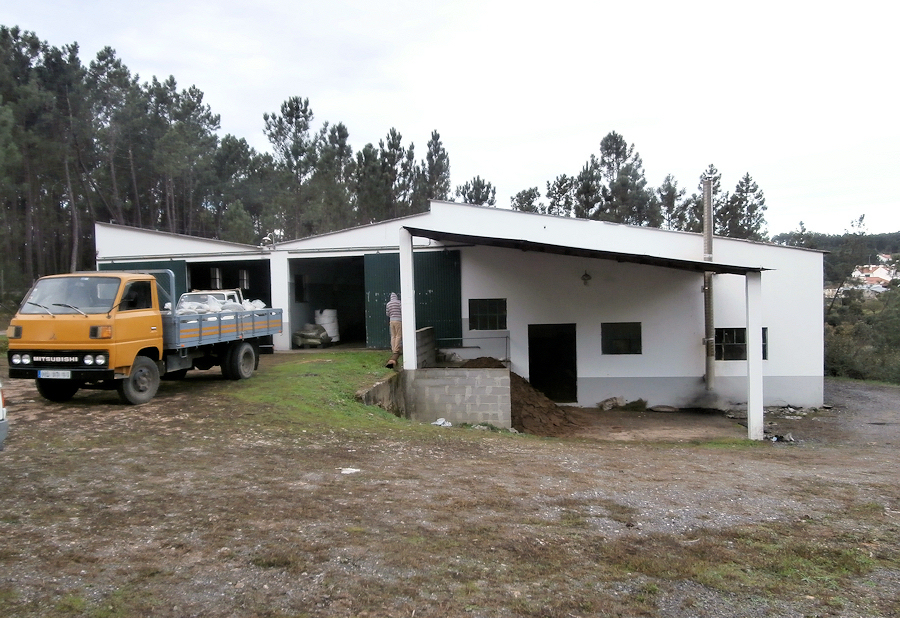
Lagar de azeite nas Lameiras
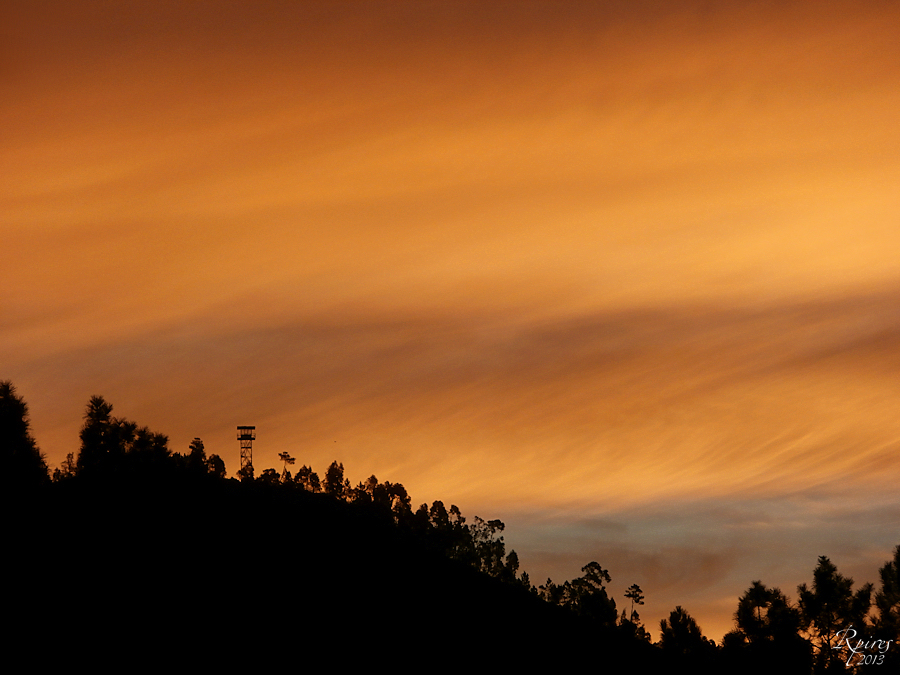
Torre de vigia no cabeço do Mogão
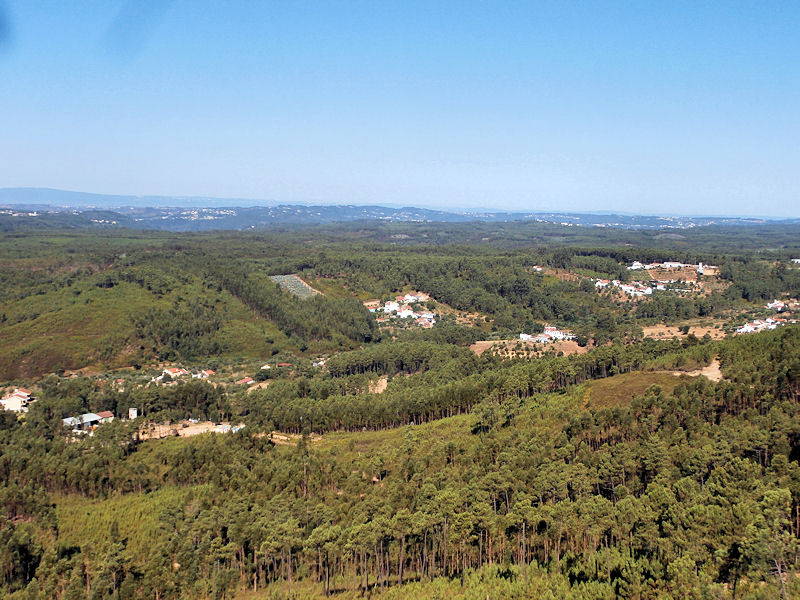
Vista da torre de vigia para NW
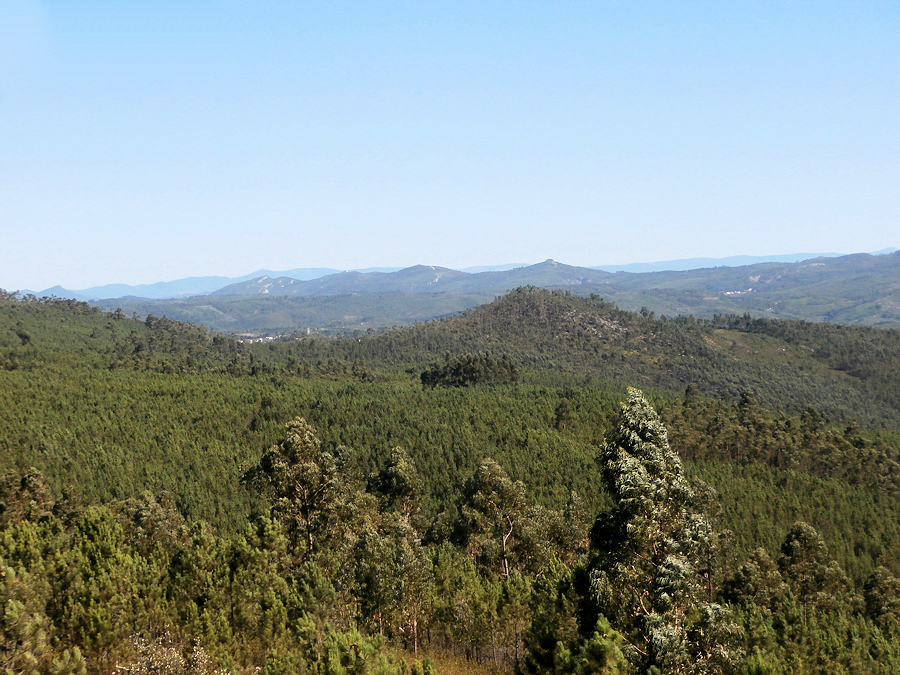
Vista da torre de vigia para norte